# Кунупица (Метана)
Кунупи́ца (греч. Κουνουπίτσα) — село в Греции. Село расположено на высоте 194 метра над уровнем моря, на полуострове Метана в юго-восточной части области Арголида полуострова Пелопоннес, в 1 километре к западу от прибрежного села Айос-Еорьос, в 6 километрах к северу от города Метана, в 16 километрах к северо-западу от Галатаса, в 52 километрах к юго-востоку от Коринфа и в 50 километрах к юго-западу от Афин. Входит в общину Тризиния-Метана в периферийной единице Острова в периферии Аттика. Население 75 человек по переписи 2011 года. В летнее время численность населения возрастает из-за приезжающих дачников и туристов.

## История
В посёлке действовала поселковая начальная школа, закрытая в 1990-е годы из-за отсутствия достаточного количества учащейся молодёжи.

## Транспорт
Сообщение с Метаной осуществляется, как посредством рейсовых автобусов, так и такси (15 минут в пути).

## Достопримечательности

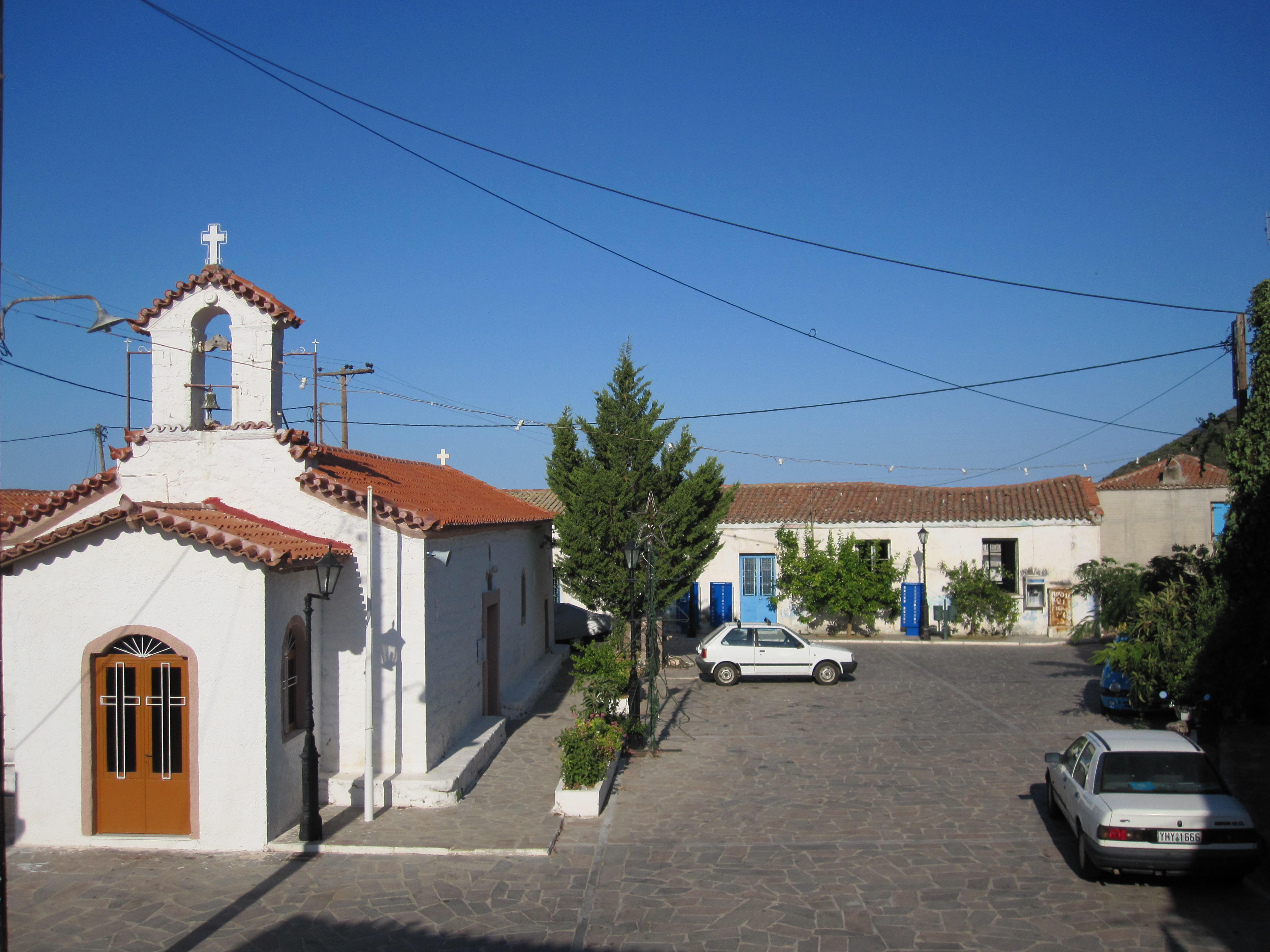
Успенская церковь и площадь

Православная церковь, находящаяся на площади в центре посёлка, освящена в честь Успения Пресвятой Богородицы.
Службы в ней совершаются эпизодически, приезжающим в посёлок священником.

## Сообщество Кунупица
Сообщество Кунупица создано в 1912 году (ΦΕΚ 262Α). В сообщество Кунупица входят пять населённых пунктов. Население 178 жителей по переписи 2011 года. Площадь 15,38 квадратных километров.
| Населённый пункт | Население (2011), человек |
| ---------------- | ------------------------- |
| Айос-Еорьос      | 46                        |
| Айос-Николаос    | 8                         |
| Кунупица         | 75                        |
| Макрилонгос      | 24                        |
| Палеа-Лутра      | 25                        |

## Население
| Год  | Население, человек |
| ---- | ------------------ |
| 1991 | 147                |
| 2001 | 104                |
| 2011 | ↘ 75               |